# 한신 고시엔 구장
한신 고시엔 구장(일본어: 阪神甲子園球場, Hanshin Kōshien Stadium)은 일본 효고현 니시노미야시에 있는 야구장이다. 1924년 8월 1일에 개장하여 고교 야구대회가 매년 열리는 등 일본 고교 야구의 상징으로 알려진 구장이다. 고시엔 구장 혹은 그냥 고시엔, 혹은 한자를 한국식으로 읽은 갑자원(甲子園)이라 부르고 현재 프로 야구 센트럴 리그 팀인 한신 타이거스가 1936년부터 현재의 홈 구장으로 사용하고 있으며 1948년부터 1949년까지 프랜차이즈 제도가 시범 도입될 당시 난카이 호크스가 사용하기도 했지만  프랜차이즈 제도가 본격적으로 도입된 1952년부터는 한신 단독 홈구장으로 쓰이고 있다. 2011년에 도호쿠 지방 태평양 해역 지진으로 인해 도호쿠 라쿠텐 골든이글스의 대체 홈구장으로  사용되었다.

## 사진

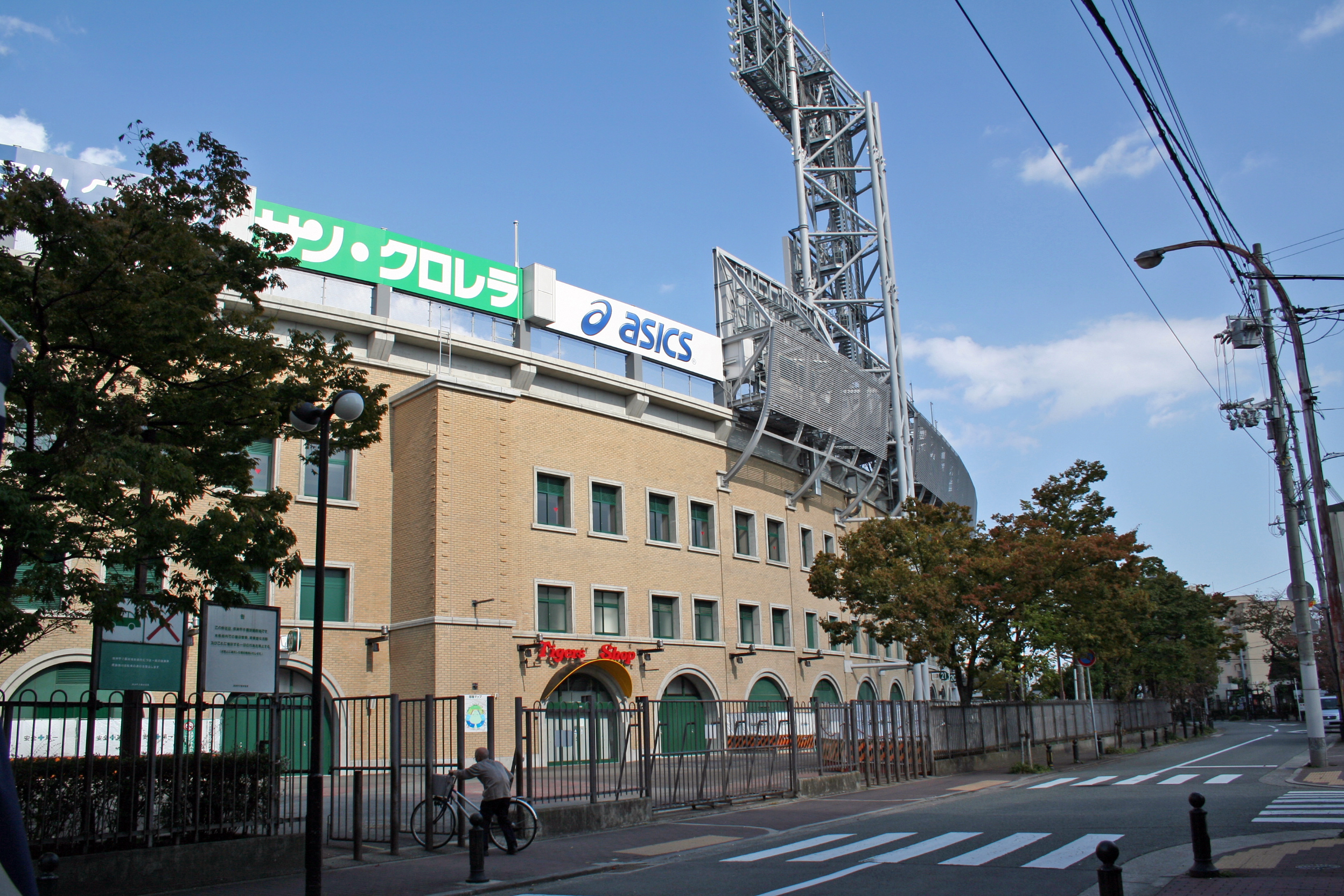
구장 외관
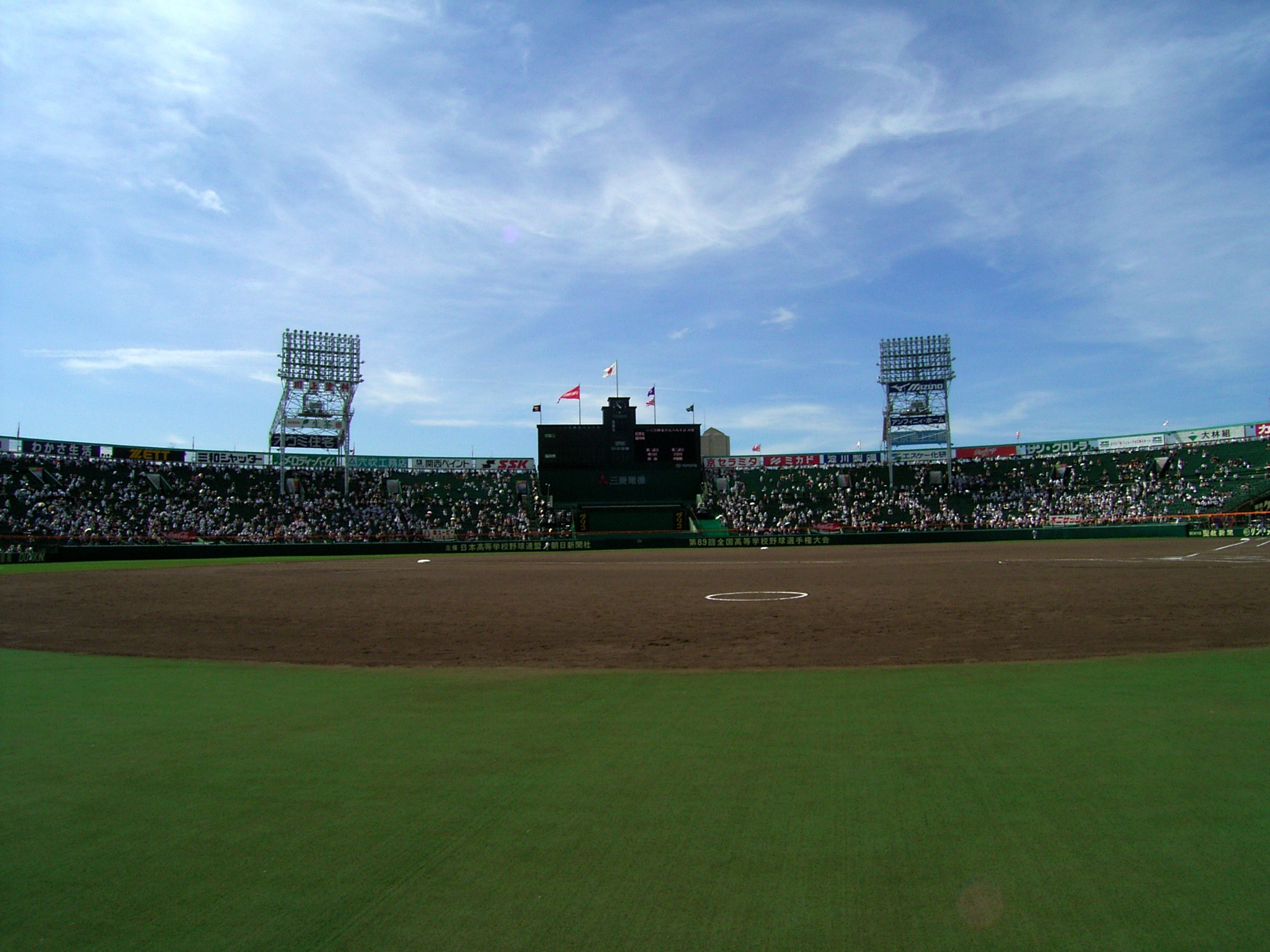
그라운드의 모습
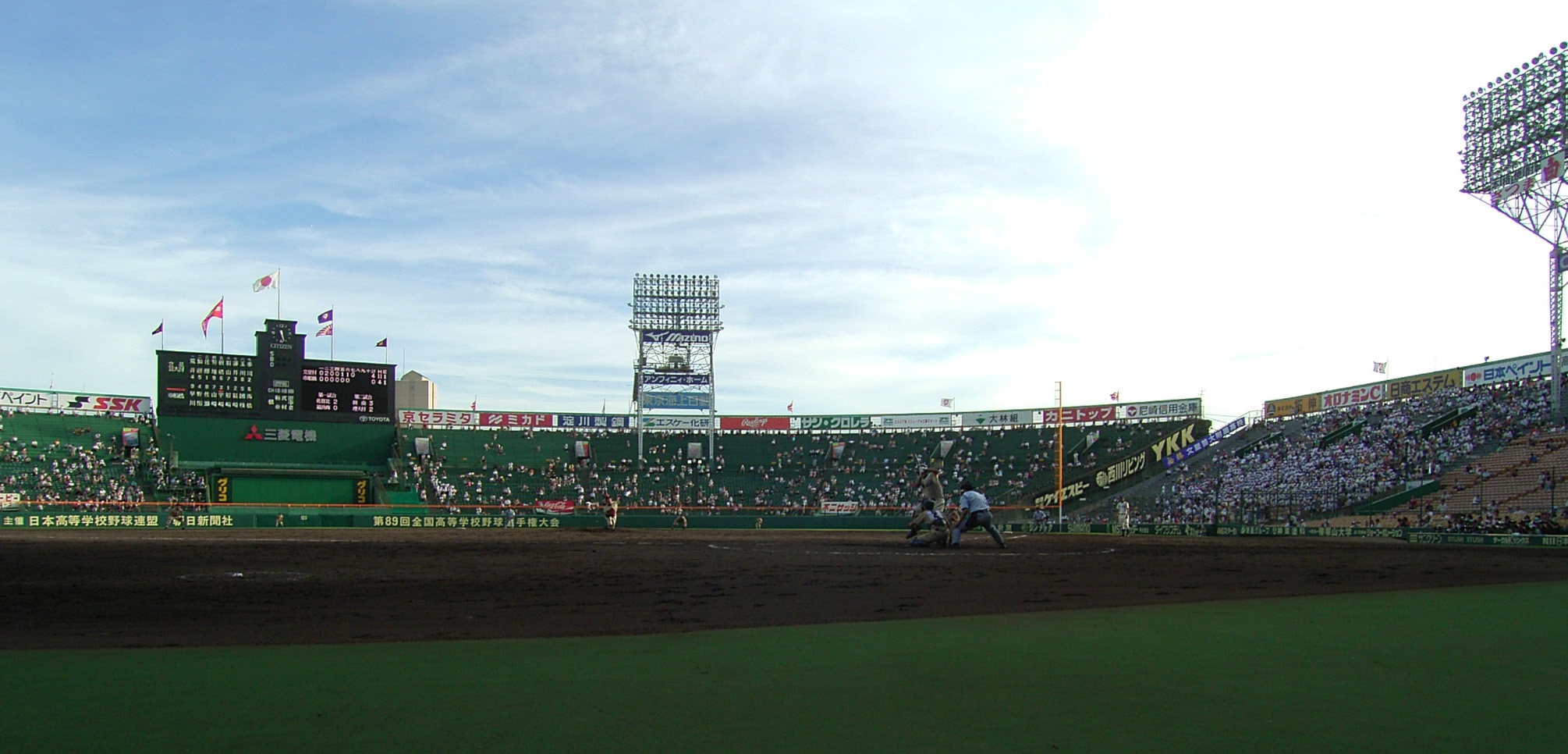
그라운드 전경
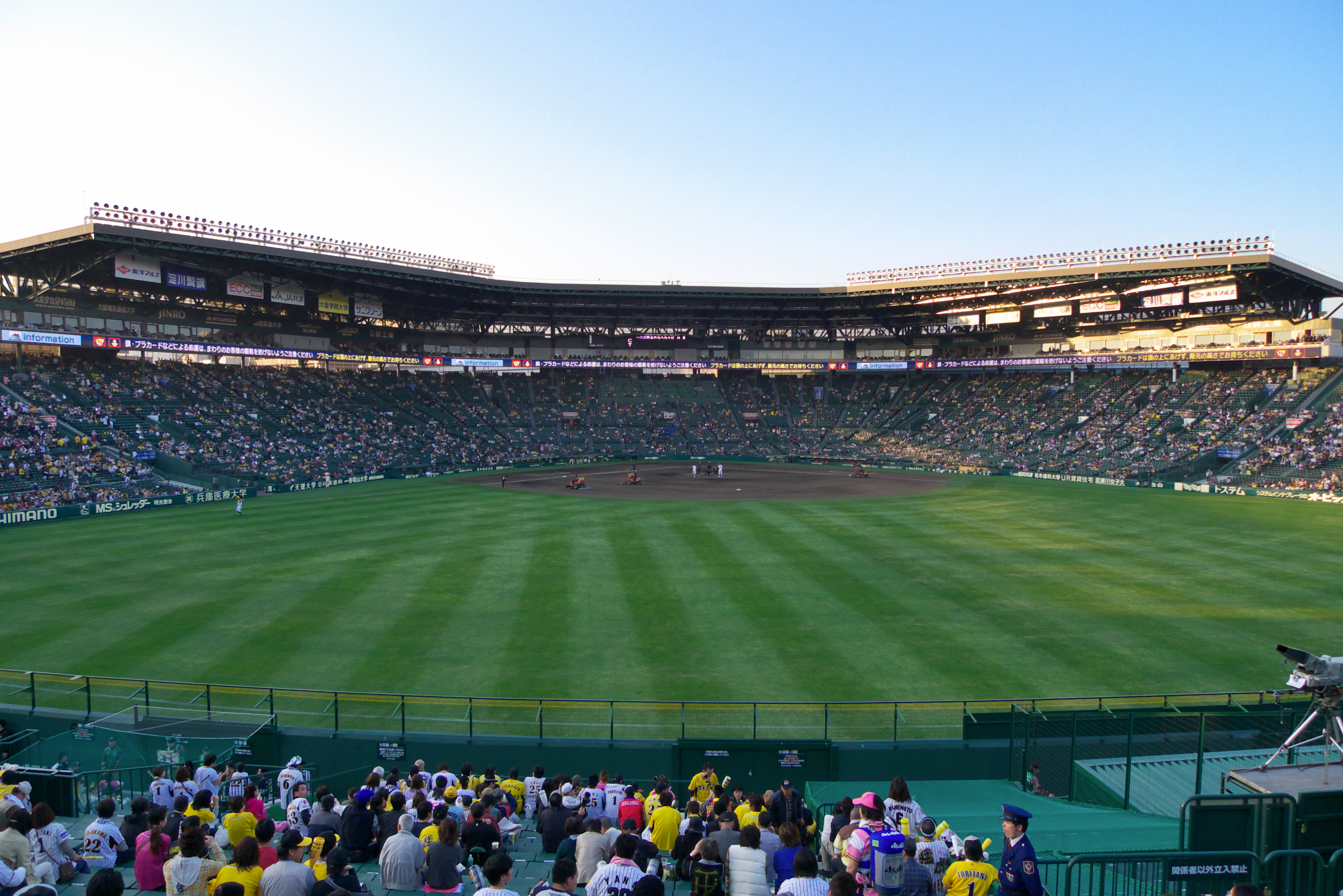
외야석 중앙에 바라본 고시엔 구장
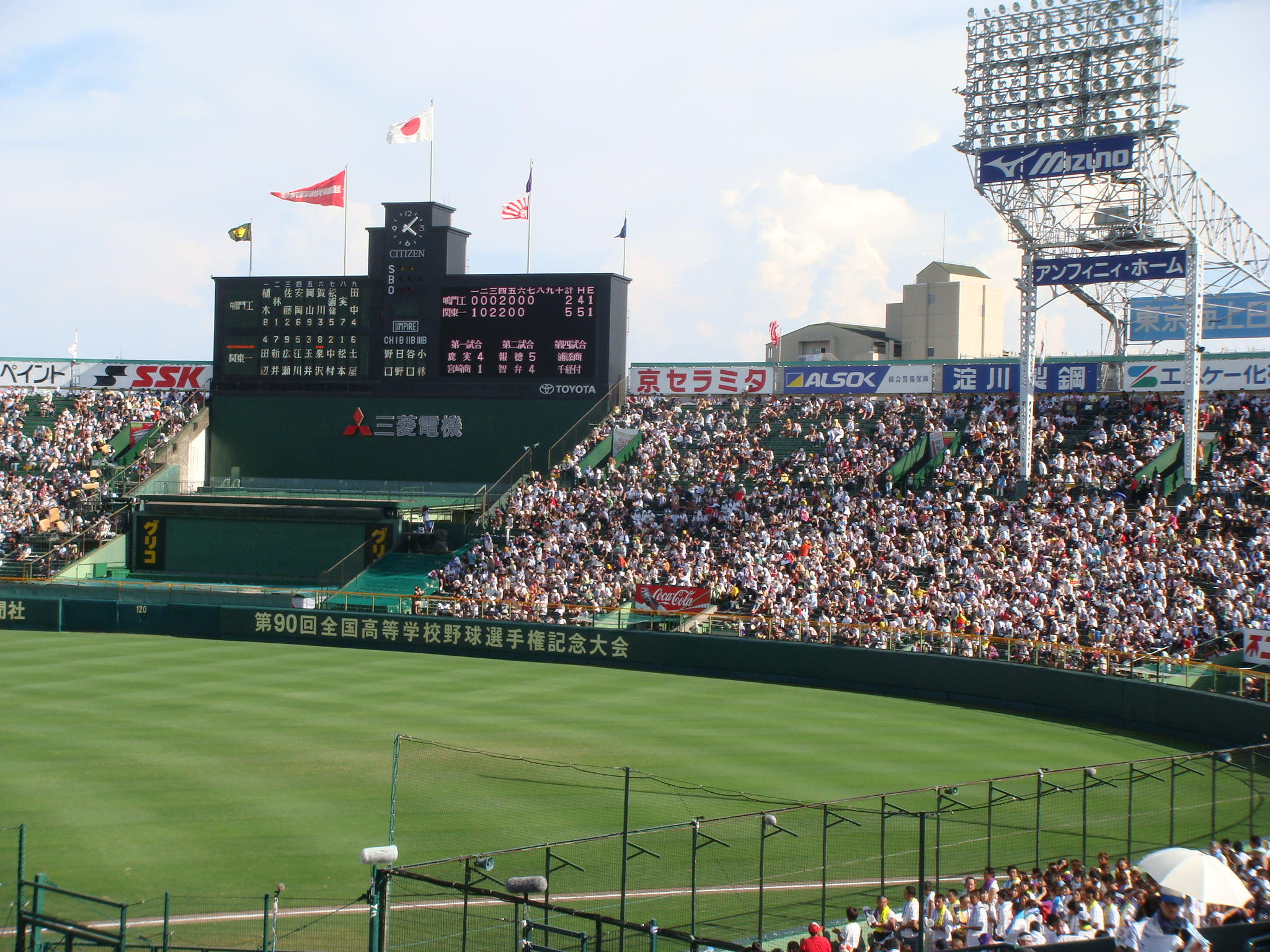
전광판과 외야 관중석
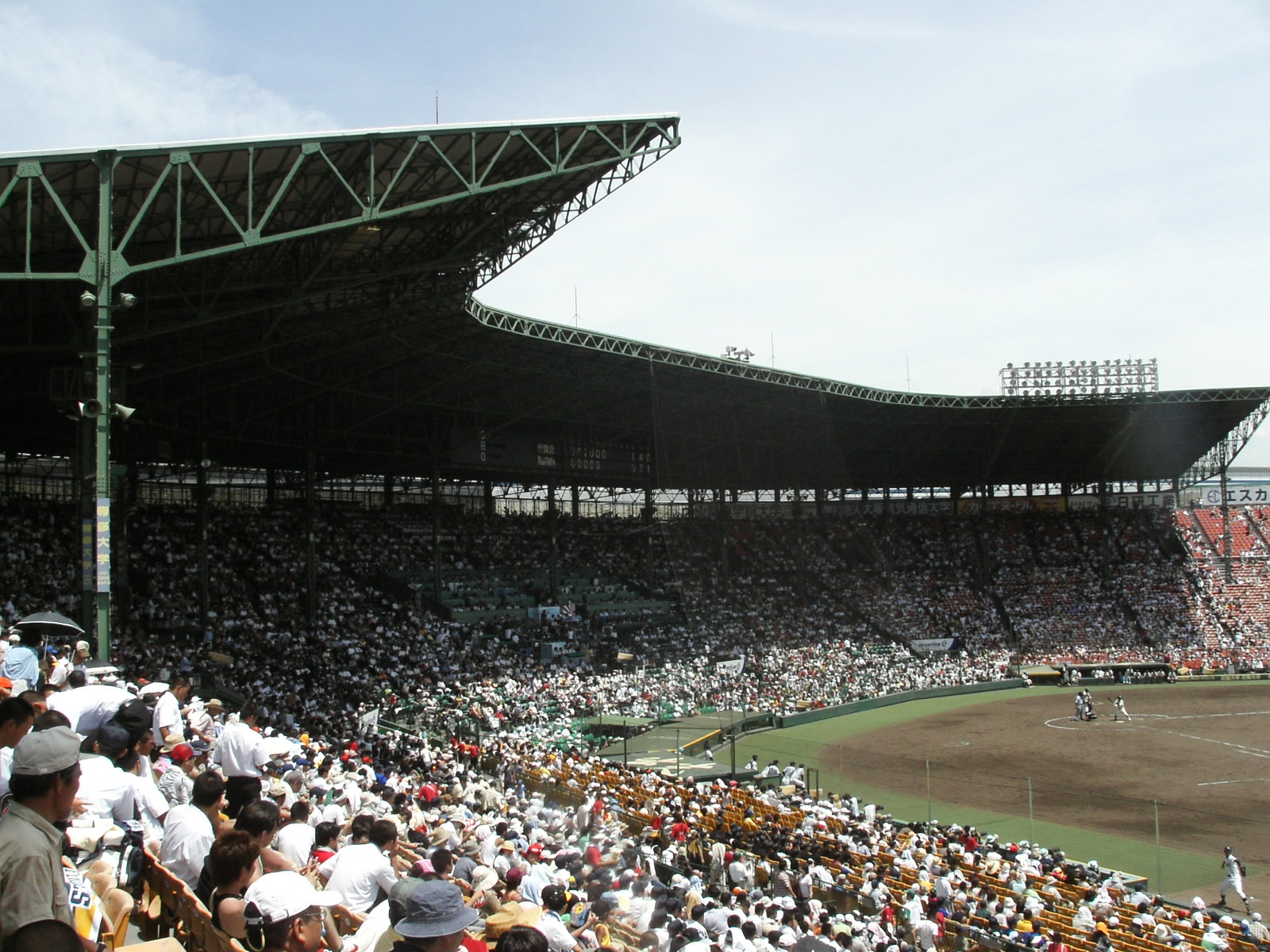
관중들이 경기를 관전하고 있는 모습
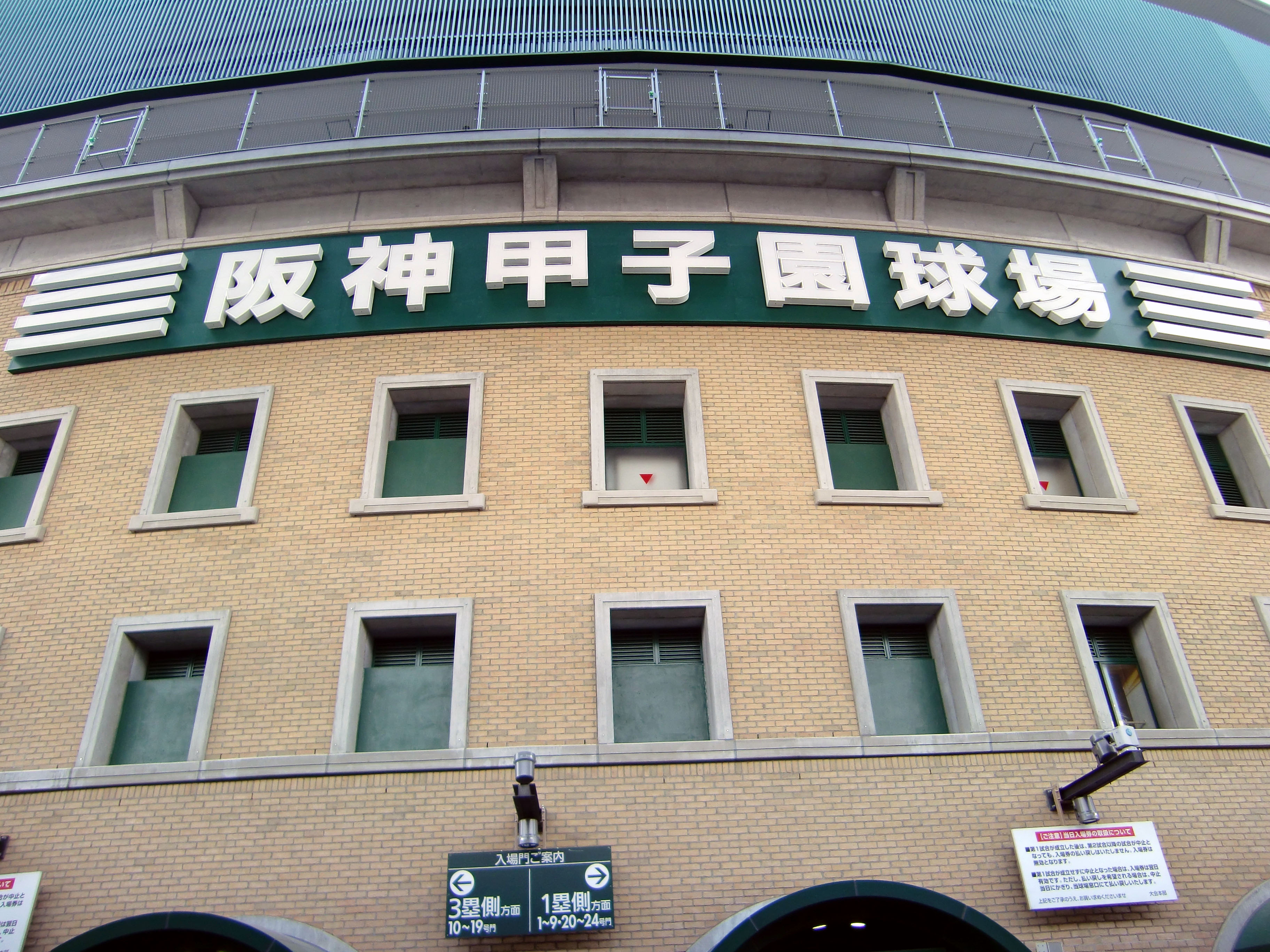
구장 간판
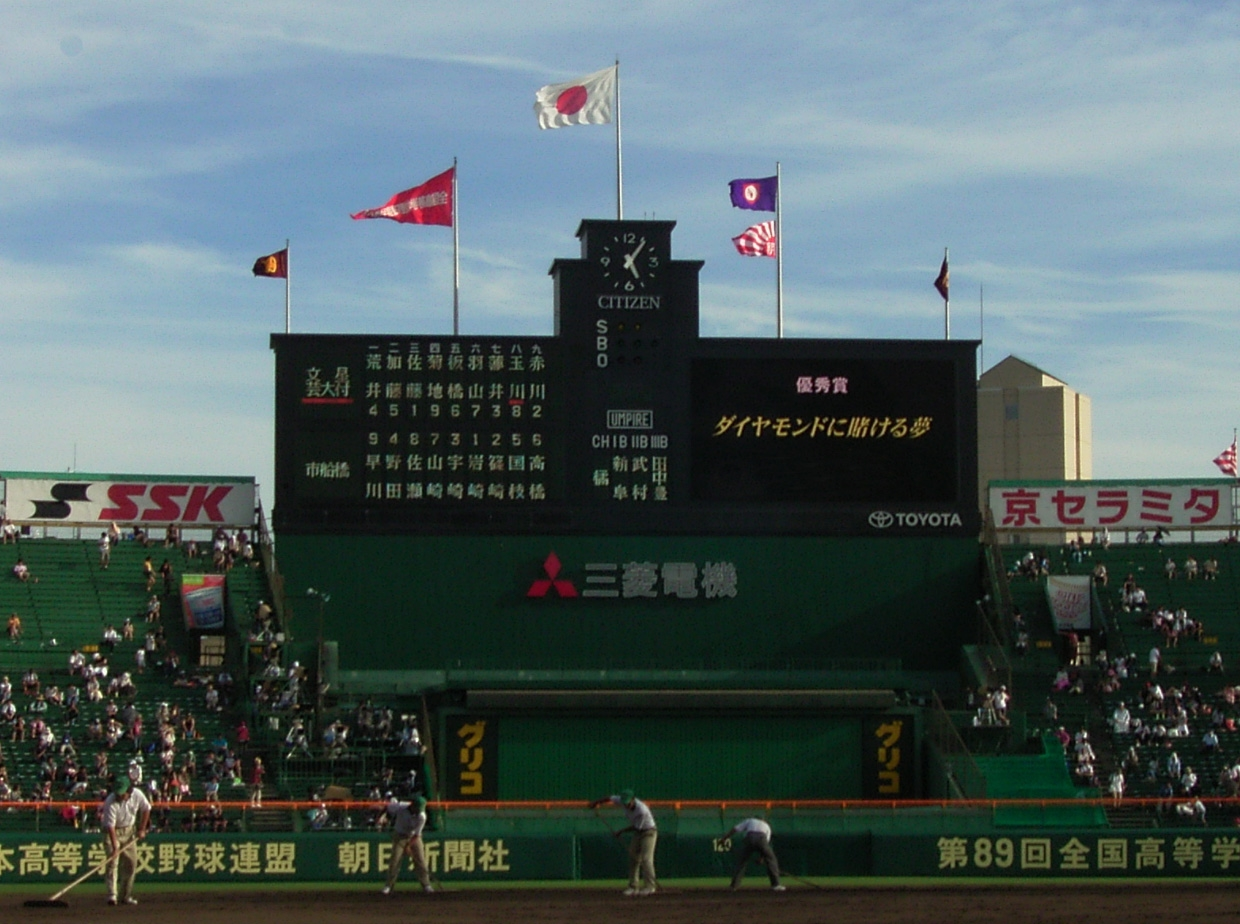
전광판
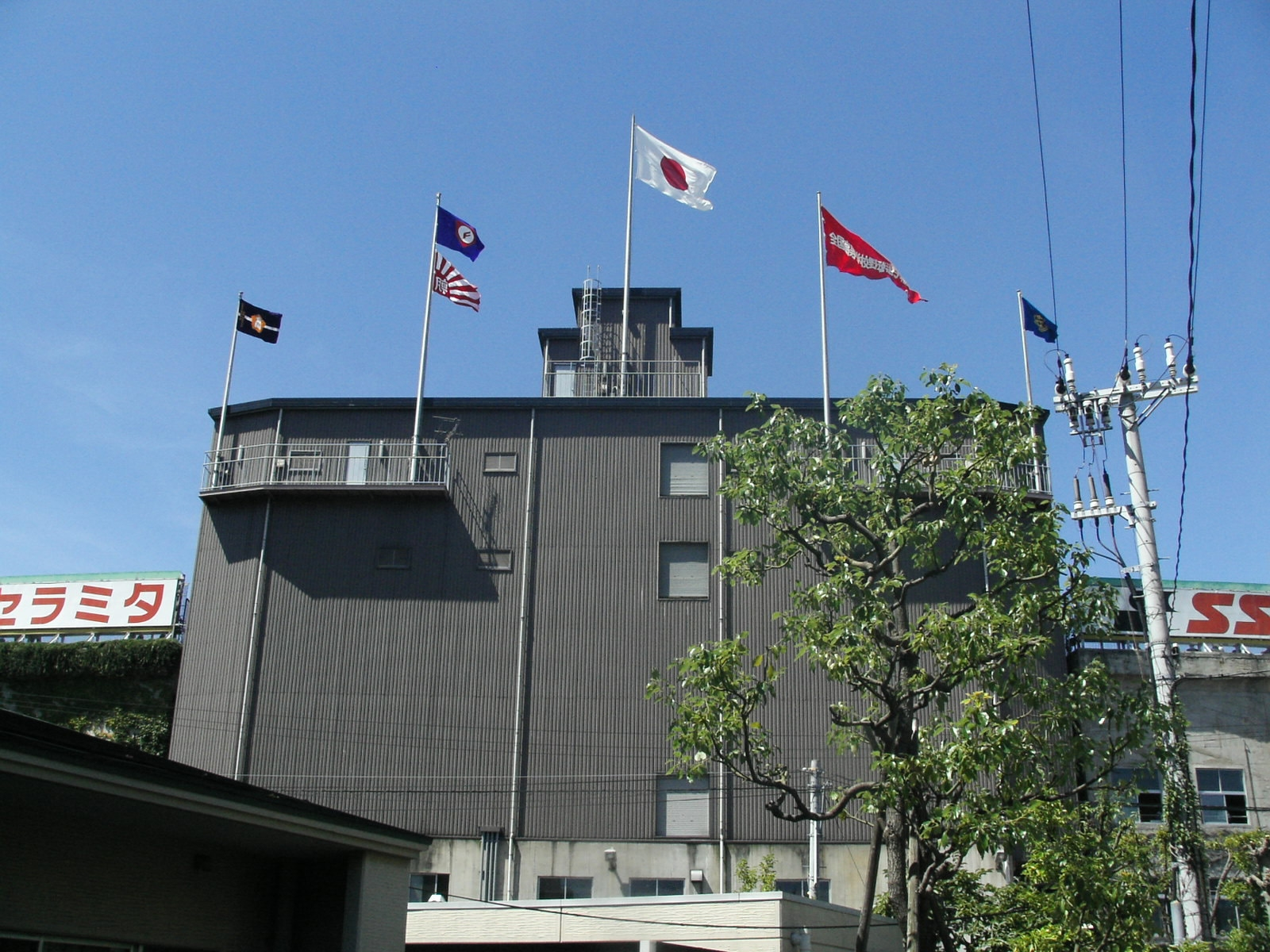
구장 바깥에서 본 전광판의 뒷모습과 국기 게양대